# Lijst van vlaggen van Colombia
Dit is een lijst van vlaggen van Colombia.

## Nationale vlag (perFIAV-codering)
|          | Civiele vlag | Staatsvlag | Oorlogsvlag |
| -------- | ------------ | ---------- | ----------- |
| Te land  | · ?          | · ?        | · ?         |
| Te water | · ?          | · ?        | · ?         |

## Vlaggen van bestuurders
| Vlag | Periode | Functie                | Beschrijving                                                                                  |
| ---- | ------- | ---------------------- | --------------------------------------------------------------------------------------------- |
|      |         | Vlag van de president. | Dezelfde vlag als de marinevlag (zie de eerste tabel), dan met een rode cirkel om het schild. |

## Militaire vlaggen
De oorlogsvlag is reeds in de eerste tabel te vinden.
| Vlag | Periode | Functie                                                     | Beschrijving                                                                                               |
| ---- | ------- | ----------------------------------------------------------- | --- |
|      |         | Geus                                                        | |
|      |         | Vlag van de Colombiaanse luchtmacht.                        | |
|      |         | Vaandel voor op vliegtuigen van de Colombiaanse luchtmacht. | Een lichtblauwe vlag met in het kanton de Colobiaanse vlag en aan de rechterzijde de Colombiaanse roundel. |

## Vlaggen van rebellengroepen
| Vlag | Periode | Functie                                                                                  | Beschrijving |
| ---- | ------- | ---------------------------------------------------------------------------------------- | ------------ |
|      |         | Vlag van de ELN.                                                                         |              |
|      |         | Vlag van de Autodefensas Unidas de Colombia (AUC, "Verenigde Zelfverdedigingseenheden"). |              |
|      |         | Vlag van de FARC-EP.                                                                     |              |

## Vlaggen van etnische groepen
| Vlag | Periode | Functie                                         | Beschrijving |
| ---- | ------- | ----------------------------------------------- | ------------ |
|      |         | Vlag van de diverse indianenvolken in Colombia. |              |